# Cash Savage and the Last Drinks
 (novembre 2023).
La mise en forme du texte ne suit pas les recommandations de Wikipédia : il faut le « wikifier ».
Les points d'amélioration suivants sont les cas les plus fréquents. Le détail des points à revoir est peut-être précisé sur la page de discussion.
- Les titres sont pré-formatés par le logiciel. Ils ne sont ni en capitales, ni en gras.
- Le texte ne doit pas être écrit en capitales (les noms de famille non plus), ni en gras, ni en italique, ni en « petit »…
- Le gras n'est utilisé que pour surligner le titre de l'article dans l'introduction, une seule fois.
- L'italique est rarement utilisé : mots en langue étrangère, titres d'œuvres, noms de bateaux, etc.
- Les citations ne sont pas en italique mais en corps de texte normal. Elles sont entourées par des guillemets français : « et ».
- Les listes à puces sont à éviter, des paragraphes rédigés étant largement préférés. Les tableaux sont à réserver à la présentation de données structurées (résultats, etc.).
- Les appels de note de bas de page (petits chiffres en exposant, introduits par l'outil «  Source ») sont à placer entre la fin de phrase et le point final[comme ça].
- Les liens internes (vers d'autres articles de Wikipédia) sont à choisir avec parcimonie. Créez des liens vers des articles approfondissant le sujet. Les termes génériques sans rapport avec le sujet sont à éviter, ainsi que les répétitions de liens vers un même terme.
- Les liens externes sont à placer uniquement dans une section « Liens externes », à la fin de l'article. Ces liens sont à choisir avec parcimonie suivant les règles définies. Si un lien sert de source à l'article, son insertion dans le texte est à faire par les notes de bas de page.
- La présentation des références doit suivre les conventions bibliographiques. Il est recommandé d'utiliser les modèles {{Ouvrage}}, {{Chapitre}}, {{Article}}, {{Lien web}} et/ou {{Bibliographie}}. Le mode d'édition visuel peut mettre en forme automatiquement les références.
- Insérer une infobox (cadre d'informations à droite) n'est pas obligatoire pour parachever la mise en page.

Pour une aide détaillée, merci de consulter Aide:Wikification.
Si vous pensez que ces points ont été résolus, vous pouvez retirer ce bandeau et améliorer la mise en forme d'un autre article.
 (mars 2024).
Cash Savage and the Last Drinks est un groupe australien de Melbourne, formé en 2008 par la chanteuse et guitariste Cash Savage. Actuellement, la formation comprend également les guitaristes Joe White et Dougal Shaw, la violoniste Kat Mear, le percussionniste Rene Mancuso, le claviériste Roshan Khozouei et le bassiste Nick Finch. Ils ont sorti cinq albums studio et un album live : Wolf (2010), The Hypnotiser (2013), One of Us (2016), Good Citizens (2018), Live at Hamer Hall (2020) et So This is Love (2023).

## Histoire

### 2008-2014: Formation etWolf & The Hypnotiser
La chanteuse et auteure-compositrice, Cash Savage a grandi à Port Albert, dans la région du Gippsland à Victoria, et est l'aînée de cinq enfants. Né dans une famille de musiciens, l'oncle de Cash était Conway Savage, un vétéran du rock australien et claviériste de Nick Cave and the Bad Seeds,. Cash a commencé à jouer des concerts autour de Melbourne à 17 ans.
En 2008, Cash Savage a formé The Last Drinks comme groupe d'accompagnement, sans composition fixe, mais en faisant appel à tous ceux qui étaient disponibles pour jouer un soir donné. Un EP éponyme est sorti en 2008. Cash considère The Old Bar de Fitzroy comme le foyer spirituel du groupe. En 2010, le groupe sort Wolf.
La formation du groupe s'est solidifiée en 2013 et ils ont enregistré The Hypnotiser aux Head Gap Studios à Preston, Victoria, produit par Nick Finch (Graveyard Train) et conçu par Nao Anzai. L'album a été présenté dans les listes de critiques de fin d'année de Triple R, PBS 106.7FM et Beat Magazine. "I'm in Love" a été nommé pour la meilleure chanson aux Music Victoria Awards de 2013.
En 2015, le groupe a signé avec le label australien indépendant Mistletone Records pour sortir son troisième album studio, One of Us (2016). Le contenu lyrique de l'album reflète une période personnelle tumultueuse pour Cash. À sa sortie, One of Us a reçu des critiques très favorables de la part de publications telles que le Sydney Morning Herald, le Herald Sun et Beat Magazine,,, et a été nommé Album de la semaine par Triple R. Le succès de l'album a permis au groupe de faire une tournée en Europe en 2015 et 2016, donnant des concerts et des festivals en République tchèque, en France, en Pologne, aux Pays-Bas et en Autriche,.
Après leur première tournée internationale, le groupe a reçu la distribution de ses 2e et 3e albums à travers l'Europe par Beast Records.

### Depuis 2020:Live at Hamer Hall & So This is Love
En 2020, entre les confinements, Cash Savage & The Last Drinks ont été invités à se produire dans l'emblématique Hamer Hall de Melbourne devant des caméras et sans public. Le spectacle était si puissant qu'il a été pressé sous forme d'album live par Glitterhouse Records en Allemagne et Mistletone en Australie.
En réfléchissant à la performance de Hamer Hall, Cash déclare : « Il y avait des émotions mitigées lors de cette performance. Melbourne s'est bien comportée pendant le premier confinement, et pendant que nous répétions pour cela, nous avions l'impression que nous allions nous en sortir sans problème. Au moment où nous avons joué, c’était le tout début de la deuxième vague. Avoir l’opportunité de jouer à Hamer Hall était énorme. C'était un ajustement des attentes que de considérer cela comme un concert sans public. Nous avons décidé d'en faire quelque chose de différent – pas un concert sans public – sa propre chose. Une performance en un seul mouvement. Pas de lacunes, pas d'espace vide. Pas d'aller-retour avec la foule. Seulement nous. Nous n'avions pas l'intention de le sortir lorsque nous l'avons enregistré. C’était joué pour le moment ».
Le 28 avril 2023, Cash Savage and the Last Drinks sort son cinquième album studio So This is Love via Mistletone en Australie et Glitterhouse en Allemagne. Rough Trade a déclaré à propos de l'album : « Le thème de la fragilité traverse l'album comme une ligne de fracture. Une santé mentale fragile, une économie fragile, la fragilité de l'environnement et de nos relations personnelles, le tout au bord de l'effondrement, menaçant de se fissurer sous la pression ; c’est le territoire chargé que So This Is Love habite et explore sans crainte. Les trois chansons d’ouverture de l’album s’enchaînent avec une urgence croissante, déclarant la gravité de la situation. Fidèle au titre de l'album, Cash Savage plonge profondément et avec une honnêteté féroce dans ce que l'amour signifie pour elle, en tant que femme queer faisant face à un divorce et à une dépression nerveuse. Tout amour prendra fin, tout amour changera de forme », observe Cash. « Si vous ressentez un amour profond, vous ne le considérez pas comme un échec s'il ne dure pas. Vous pouvez aimer quelqu’un après sa mort, vous pouvez aimer quelqu’un d’une manière différente. L'amour romantique, l'amour familial, les liens d'amitié, l'amour de soi et l'intimité affectueuse de passer la nuit avec quelqu'un sont quelques-unes des formes que prend l'amour, à mesure que se déroulent les histoires de So This Is Love ».

## Discographie

### Albums studio
| Title           | Album details                                                                                       |
| --------------- | --------------------------------------------------------------------------------------------------- |
| Wolf            | - Realisé le 19 novembre 2010 - Label: Cash Savage (CSLD001) - Format: CD, DD                       |
| The Hypnotiser  | - Realiosé le 2 août 2013 - Label: Cash Savage (CSLD02) - Format: CD, DD, LP                        |
| One of Us       | - Realisé le 29 décembre 2017 - Label: Mistletone Records (MIST077) - Format: CD, DD, LP, streaming |
| Good Citizens   | - Realisé le 21 septembre 2018 - Label: Mistletone Records (MIST088) - Format:CD, DD, LP, streaming |
| So This is Love | - Realisé le 28 Avrill 2023 - Label: Mistletone Records (MIST101) - Format: CD, DD, LP, Streaming   |

### Albums live
| Title              | Album details                                                                       |
| ------------------ | ----------------------------------------------------------------------------------- |
| Live at Hamer Hall | - Realisé le 27 novembre 2020 - Label: Mistletone (MIST093) - Format: LP, Streaming |

## Récompenses et nominations
Les ARIA Music Awards sont une cérémonie annuelle de remise de prix organisée par l'Australian Recording Industry Association.
Le groupe est nommé pour le Meilleur Album de l’année pour So This is Love.